# Попрад
 Тази статия е за града в Словакия.  За окръга вижте Попрад (окръг).  
Попрад (на словашки: Poprad) е град в Словакия. Населението му е 51 486 жители (по приблизителна оценка от декември 2017 г.), а площта му е 62,997 кв. км. Намира се в часова зона UTC+1. Пощенският му код е 058 01, а телефонния 421 – 52.

## Личности
- Андрей Киска, р. 1963, президент на Словакия
- Мирослав Лайчак, р. 1963, настоящ министър на външните работи на Словакия
- Даниела Хантухова, р. 1983, професионална тенисистка